# Суб'єктивна сторона злочину
Суб'єктивна сторона кримінального правопорушення — це його внутрішня сторона. На відміну від ознак об'єктивної сторони злочину, доступних для безпосереднього сприйняття іншими особами, ознаки суб'єктивної сторони недоступні для безпосереднього спостереження і встановлюються на підставі показань, даних особою, а також на підставі аналізу та оцінки об'єктивних ознак злочину.
Значення суб’єктивної сторони складу кримінального правопорушення:
1. Впливає на кваліфікацію злочину.
2. Дає можливість відмежовувати один злочин від іншого.
3. Впливає на призначення покарання.
4. Дає можливість відмежовувати злочинне від не злочинного.

## Ознаки і значення суб'єктивної сторони
Суб'єктивну сторону злочину утворюють такі ознаки: вина (також див.  Вина (право)), мотив, мета і емоційний стан особи. Обов'язкове значення має тільки вина. Відповідно до ст. 23 КК виною є «психічне ставлення особи до вчинюваної дії чи бездіяльності та її наслідків, виражене у формі умислу або необережності. При відсутності вини особи немає і складу злочину, навіть якщо в результаті її дії (бездіяльності) настали передбачені законом суспільно небезпечні наслідки. Мотив та мета злочину, не завжди вказуються серед необхідних ознак складу злочину, як, наприклад, не завжди вказуються спосіб дії чи бездіяльності, місце, час тощо, хоча будь-який злочин вчинюється завжди певним способом, у певному місці, в певний час. 
Мотив — це внутрішні процеси, що відображаються у свідомості особи і спонукають її скоїти правопорушення. 
Мета — це уявлення особи, що скоює правопорушення, про бажаний результат, до якого вона прагне.
Значення ознак суб'єктивної сторони: 
- Розмежування злочинної і незлочинної поведінки (не є злочинним заподіяння суспільно небезпечних наслідків без вини, діяння, передбачене нормою кримінального права, але вчинене з не вказаної в ній формою вини, мотивом або метою).
- Розмежування подібних по об'єктивним ознаками складів злочинів (вбивство і спричинення смерті з необережності; самовільне залишення служби і дезертирство).
- Ознаки суб'єктивної сторони визначають ступінь суспільної небезпеки злочину і злочинця, будучи пом'якшуючими і обтяжуючими обставинами.